# Felipe Zetter
Felipe Zetter (* 3. Juli 1923; † 15. März 2013 in Guadalajara,) auch bekannt unter dem Spitznamen „Cuñadisimo“, war ein mexikanischer Fußballspieler, der in der Abwehr agierte.

## Biografie

### Verein
Zetter spielte zeitlebens für Atlas Guadalajara, mit denen er alle Höhen und Tiefen erlebte. Er war in der Eröffnungssaison der Primera División 1943/44 dabei und bei den Pokalsiegen der Jahre 1946 und 1950 ebenso wie bei der ersten Meisterschaft des Vereins in der Saison 1950/51 als Mannschaftskapitän. Ebenso war er an den Supercup-Siegen der Jahre 1946, 1950 und 1951 beteiligt. Ebenso beteiligt war er beim ersten Abstieg des Vereins in die Segunda División am Saisonende 1953/54 sowie beim unmittelbaren Wiederaufstieg in der Saison 1954/55.

### Nationalmannschaft
Sein Debüt in der mexikanischen Nationalmannschaft gab Zetter am 4. September 1949 beim 6:0-Sieg über den Erzrivalen USA. Sein fünftes und bereits letztes Länderspiel bestritt er bei der Fußball-Weltmeisterschaft 1950 gegen den Gastgeber Brasilien, das mit 0:4 verloren ging.

### Funktionär
Nach seiner aktiven Zeit war Zetter jahrelang als Funktionär für den Club Atlas aktiv und bekleidete als Repräsentant seines ehemaligen Vereins mehrmals die Präsidentenrolle des 
Clubes Unidos de Jalisco, der von den Vereinen Atlas, Chivas und Oro gegründeten Betreibergesellschaft des Estadio Jalisco, deren Präsidentschaft alle drei Jahre für jeweils ein Jahr abwechselnd von Repräsentanten dieser drei Vereine bekleidet wurde. Zetter übte das Präsidentenamt in den Jahren 1964, 1967 und 1970 aus.

## Erfolge
- Mexikanischer Meister: 1950/51
- Pokalsieger: 1946 und 1950
- Supercup: 1946, 1950 und 1951
- Meister der Segunda División: 1954/55